# Nedum Onuoha
Chinedum Onuoha, né le 12 novembre 1986 à Warri (Nigeria), est un footballeur anglais qui joue au poste de défenseur.

## Biographie
Né au Nigéria, Onuoha s'installe à Manchester en Angleterre. Il fait toute son éducation en Angleterre, il commence par le sprint avec un très bon chrono au 100 mètres : 11 secondes 09, se permet de battre l'actuel sprinter britannique Craig Pickering.

### En club
Onuoha joue régulièrement avec l'équipe réserve de Manchester City durant la période 2003-04, et sa 1re apparition avec l'équipe première fût un match amical contre Bury. 
Le 27 octobre 2004, il fait son 1er match officiel à l'âge de 17 ans contre Arsenal FC en Coupe de la Ligue. Bien que Onuohoa est défenseur central, son entraîneur Kevin Keegan avait initialement positionné Onuoha en défenseur droit profitant de sa vitesse.
Onuoha n'a toujours pas faite de saison complète avec Manchester City à cause des blessures à répétition sur de très longues périodes.
Le 19 février 2009, pour son 2e match en Coupe d'UEFA il marque contre le FC Copenhague (2-2).
Le 12 août 2010, pour gagner du temps de jeu Onuoha est prêté à Sunderland AFC
Le 14 novembre 2010, il inscrit son premier but avec Sunderland AFC lors de la large victoire contre Chelsea FC 3-0 à Stamford Bridge.
Le 26 janvier 2012, il signe un contrat de quatre ans et demi en faveur des Queens Park Rangers. En juillet 2015, il est nommé capitaine de QPR.
Le 15 septembre 2018, libre depuis la fin de son contrat avec les Queens Park Rangers, il s'engage avec le Real Salt Lake. Il portera le numéro 14.
Il prend sa retraite sportive à l'issue de la rencontre contre le Sporting de Kansas City le 8 novembre 2020 après avoir annoncé sa décision plus tôt au cours de la saison 2020.

### En sélection nationale
Onuoha est régulièrement appelé chez les espoirs anglais, et il fait ses débuts le 12 octobre 2005. Il faisait partie de l'équipe anglaise participante au Championnat d'Europe espoirs 2007 aux Pays-Bas. Durant ce tournoi il est la cible d'acte raciste de la part des supporters serbes. Il joue tous les matchs de l'équipe anglaise lors de ce championnat d'Europe, jusqu'en demi-finale où l'Angleterre est éliminé par les Pays-Bas aux tirs au but. Depuis il est souvent capitaine de la sélection.
En mars 2007, Onuoha reçoit une convocation de la part du Nigeria mais il annonce qu'il aimerait jouer pour l'Angleterre au niveau international.

## Palmarès
- Angleterre espoirs
  - Championnat d'Europe espoirs
    - Finaliste : 2009.

## Statistiques
| Saison    | Club                | Pays           | Championnat        | Coupes nationales | Coupes d'Europe       | Sélection Angleterre |
| --------- | ------------------- | -------------- | ------------------ | ----------------- | --------------------- | -------------------- |
| 2004-2005 | Manchester City     | Premier League | 16 matchs          | 1 match           | -                     | -                    |
| 2005-2006 | Manchester City     | Premier League | 10 matchs          | 2 matchs          | -                     | -                    |
| 2006-2007 | Manchester City     | Premier League | 18 matchs          | 1 match           | -                     | -                    |
| 2007-2008 | Manchester City     | Premier League | 16 matchs / 1 but  | 5 matchs          | -                     | -                    |
| 2008-2009 | Manchester City     | Premier League | 23 matchs / 1 but  | -                 | 7 matchs / 1 but (C3) | -                    |
| 2009-2010 | Manchester City     | Premier League | 10 matchs / 2 buts | 3 matchs / 1 but  | -                     | -                    |
| 2010-2011 | Sunderland AFC      | Premier League | 31 matchs / 1 but  | 1 match           | -                     | -                    |
| 2011-2012 | Manchester City     | Premier League | 1 match            | 2 matchs          | -                     | -                    |
| 2011-2012 | Queens Park Rangers | Premier League | 16 matchs          | -                 | -                     | -                    |
| 2012-2013 | Queens Park Rangers | Premier League | 23 matchs          | 3 matchs          | -                     | -                    |
| 2013-2014 | Queens Park Rangers | Premier League | 26 matchs / 2 buts | 5 matchs          | -                     | -                    |
| 2014-2015 | Queens Park Rangers | Premier League | 1 match            | -                 | -                     | -                    |

Dernière mise à jour le 24 août 2014